# ألفريد فيلهلم فولكمان

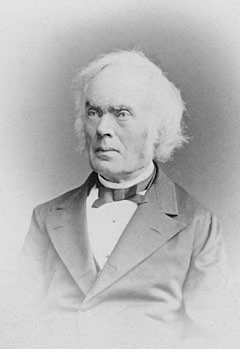
ألفريد فيلهلم فولكمان

ألفريد فيلهلم فولكمان (بالألمانية: Alfred Wilhelm Volkmann) (1 يوليو 1801 – 21 نيسان / أبريل 1877) كان عالم وظائف أعضاء وتشريح وفيلسوف ألمانى. تخصص في دراسة الجهاز العصبي والجهاز البصرى (جهاز الرؤية).

## السيرة الذاتية
ولد في في مدينة لايبزيغ الألمانية، ودرس هناك من بدءا من 1821، وفي عام 1826 حصل على الدكتوراه. في عام 1828 كان تأهل للقب بروفيسير (أستاذ) في  جامعة لايبزيغ. كان كذلك هناك إلى أن أصبح أستاذا غير عاديا في علم تشريح الحيوان في عام 1834. في 1837 ذهب إلى جامعة تارتو (كانت تعرف بجامعة دوربات) كأستاذ في علم وظائف الأعضاء، وعلم الأمراض وعلم العلامات. غير أن إقامته في (دوربات) كانت قصيرة: غادر إلى جامعة هالى في وقت مبكر من عام 1843. في عام 1854 فولكمان تولى كذلك تدريس علم التشريح.حتى عام 1872عندما تفرع علم وظائف الأعضاء وأسند إلى يوليوس بيرنشتاين.
في عام 1872، بعد خمسين عاما من حصوله على الدكتوراة تقاعد تماما من أنشطة الجامعة. توفي في هاله.

## أبحاثه
اليوم يذكر ألفرد فيلهلم فولكمان كثيرا بإضافاته العلمية في علم فسيولوجيا الجهاز العصبي والبصريات. في عام 1842 أنه أثبت أن أعصاب الجهاز العصبي الذاتي تتكون إلى حد كبير من ألياف ميالينية ناشئة عن العقدة المستقلية والعقدة النخاعية. ومع ذلك، حدد العديد من الميزات في التشريح الوصفى، بما في ذلك قنوات فولكمان. بالإضافة إلى ذلك، فولكمان كان من أتباع الطائفة الإنجيلية الذين عارضوا المادية وقدم عدد من الخطب ضد المادية افتراضا للتطابق بين الجسم والعقل.

## أعماله
- تشريح الحيوانات (1831-33)
- استقلالية الجهاز العصبى الودى (1842)
- مرونة العضلات (1856)
- الأبحاث الفسيولوجية في قسم البصريات (1863-1864)

## الأسرة
ريتشارد فون فولكمان ابنه الذي أصبح جراحا مميزا

## وصلات خارجية
- سيرة قصيرة ومراجع في المختبر الافتراضي من معهد ماكس بلانك لتاريخ العلم
- صفحة جامعة هالى (بالألمانية)

وفيات 1877

1. ↑  Whonamedit - dictionary of medical eponyms نسخة محفوظة 14 مايو 2018 على موقع واي باك مشين.